# Etiopia ai Giochi della XXIX Olimpiade
L'Etiopia ha partecipato ai Giochi della XXIX Olimpiade di Pechino, svoltisi dall'8 al 24 agosto 2008, con una delegazione di 27 atleti.

## Medaglie
| Medaglia | Atleta          | Sport            | Evento                |
| -------- | --------------- | ---------------- | --------------------- |
| Oro      | Tirunesh Dibaba | Atletica leggera | 10000 metri femminili |
| Oro      | Tirunesh Dibaba | Atletica leggera | 5000 metri femminili  |
| Oro      | Kenenisa Bekele | Atletica leggera | 10000 metri maschili  |
| Oro      | Kenenisa Bekele | Atletica leggera | 5000 metri maschili   |
| Argento  | Sileshi Sihine  | Atletica leggera | 10000 metri maschili  |
| Argento  | Meseret Defar   | Atletica leggera | 5000 metri femminili  |
| Bronzo   | Tsegay Kebede   | Atletica leggera | Maratona maschile     |

## Atletica leggera
| Gara       | Atleta           | Quarti  | Quarti | Semifinali | Semifinali | Finale   | Finale |
| Gara       | Atleta           | Tempo   | Pos.   | Tempo      | Pos.       | Tempo    | Pos.   |
| ---------- | ---------------- | ------- | ------ | ---------- | ---------- | -------- | ------ |
| 1500 m     | Mulugeta Wendimu | 3'36"67 | 7      | 3'40"16    | 10         |          |        |
| 1500 m     | Deresse Mekonnen | 3'36"22 | 5      | 3'37"85    | 7          |          |        |
| 1500 m     | Demma Daba       | 3'37"78 | 8      |            |            |          |        |
| 5000 m     | Kenenisa Bekele  |         |        | 13'40"13   | 3          | 12'57"87 |        |
| 5000 m     | Abreham Cherkos  |         |        | 13'47"60   | 3          | 13"16"46 | 5      |
| 5000 m     | Tariku Bekele    |         |        | 13'37"63   | 3          | 13'19"06 | 6      |
| 3000 siepi | Yacob Jarso      |         |        | 8'16"88    | 1          | 8'13"47  | 4      |
| 3000 siepi | Nahom Mesfin     |         |        | 8'23"82    | 5          |          |        |
| 3000 siepi | Roba Gary        |         |        | 8'28"27    | 8          |          |        |

| Gara     | Atleta             | Tempo      | Posizione |
| -------- | ------------------ | ---------- | --------- |
| 10000 m  | Kenenisa Bekele    | 27'01"17   |           |
| 10000 m  | Sileshi Sihine     | 27'02"77   |           |
| 10000 m  | Haile Gebrselassie | 27'06"68   | 6         |
| Maratona | Tsegay Kebede      | 2h 10' 00" |           |
| Maratona | Deriba Merga       | 2h 10' 21" | 4         |
| Maratona | Gashaw Asfaw       | 2h 10' 52" | 7         |

| Gara       | Atleta           | Quarti  | Quarti | Semifinali | Semifinali | Finale   | Finale |
| Gara       | Atleta           | Tempo   | Pos.   | Tempo      | Pos.       | Tempo    | Pos.   |
| ---------- | ---------------- | ------- | ------ | ---------- | ---------- | -------- | ------ |
| 1500 m     | Gelete Burka     | 4'15"77 | 6      |            |            |          |        |
| 1500 m     | Meskerem Assefa  | 4'10"04 | 10     |            |            |          |        |
| 5000 m     | Tirunesh Dibaba  |         |        | 15'09"89   | 1          | 15'41"40 |        |
| 5000 m     | Meseret Defar    |         |        | 14'56"32   | 1          | 15'44"12 |        |
| 5000 m     | Meselech Melkamu |         |        | 15'11"21   | 4          | 15'49"03 | 8      |
| 3000 siepi | Zemzem Ahmed     |         |        | 9'25"63    | 4          | 9'17"85  | 7      |
| 3000 siepi | Mekdes Bekele    |         |        | 9'41"43    | 9          |          |        |
| 3000 siepi | Sofia Assefa     |         |        | 9'47"02    | 8          |          |        |

| Gara     | Atleta           | Tempo        | Posizione    |
| -------- | ---------------- | ------------ | ------------ |
| 10000 m  | Tirunesh Dibaba  | 29'54"66     |              |
| 10000 m  | Ejegayehu Dibaba | 31"22'18     | 14           |
| 10000 m  | Mestawet Tufa    | non concluso | non concluso |
| Maratona | Dire Tune        | 2h 31' 16"   | 15           |
| Maratona | Gete Wami        | non concluso | non concluso |
| Maratona | Berhane Adere    | non concluso | non concluso |